# 韋里瓦 (澳大利亞國會選區)
韋里瓦選區（英語：Division of Werriwa），是澳大利亞新南威爾斯州的下議院選區，位於州府悉尼西南郊，面積159平方公里。
選區始於1900年，是75個原始國會選區之一。選區名是澳大利亞原住民對喬治湖的稱呼。是工黨佔優的選區。曾任议员包括总理高夫·惠特拉姆、工党领袖马克·莱瑟姆等。2010年大選，勞瑞·弗格森當選。